# Cagno, Lombardiet
Cagno är en ort och frazione i kommunen Solbiate con Cagno i provinsen Como i regionen Lombardiet i Italien. 
Cagno upphörde som kommun den 1 januari 2019 och bildade med den tidigare kommunen Solbiate den nya kommunen Solbiate con Cagno. Den tidigare kommunen hade 2 038 invånare (2018).